# Ermita de Nuestra Señora de la Lastra

## Descripción
Ermita situada en el paraje de la Berrocosa, en la provincia de Segovia (España), sobre un terreno pedregoso en el que aflora la roca caliza o lastra, del que proviene su nombre. Se cree que en otros tiempos en este lugar existió una población, ya que se han encontrado diferentes restos.
Es una sencilla edificación de planta rectangular realizada en mampostería sobre enfoscada en las paredes laterales; la cubierta es de madera y tejado a cuatro aguas de teja árabe solo canal.
Al frente, con orientación norte, se abre la puerta adintelada y enmarcada con sillares y arco de medio punto y flanqueada por dos ventanas cuadradas recercadas también en obra de sillería.
Sobre la puerta rematando la edificación, se levanta una espadaña de piedra que recibe una pequeña campana para llamar a los fieles.
La virgen de la lastra es la patrona de Arcones y en su honor se celebra una romería el día 8 de septiembre.
- Datos: Q5835970